# Sovjetpatriottisme

De vlag van de voormalige Sovjet-Unie is het symbool van het moderne Sovjetpatriottisme

Sovjetpatriottisme (Russisch: Советский патриотизм) is een vorm van vaderlandsliefde dat bestond in de voormalige Sovjet-Unie. Sovjetpatriottisme uitte zich in emotionele en culturele gehechtheid van de Sovjetburgers aan hun socialistische vaderland en werd derhalve door de staats- en partijleiding van de Sovjet-Unie bevorderd. Formeel had het niets van doen met "nationalisme" dat werd gezien als een kleinburgerlijke afwijking; maar in feite had het alle trekken van nationalisme. Het werd ook wel gezien als een vorm van (en voortzetting van het negentiende-eeuwse) Groot-Russisch nationalisme. 

## Geschiedenis
Tijdens het hoogtepunt van het bewind van Jozef Stalin (1929-1952) was het Sovjetpatriottisme feitelijk de formele ideologie. Het streven naar internationalisme en een wereldrevolutie kwam op een zijspoor terecht en het "socialisme in één land" (d.w.z. in de USSR) maakte opgang. Het verleden van Rusland (en niet zozeer van de andere deelrepublieken) werd prominent geëtaleerd, wat onder andere tot uiting kwam in historische films die werden geproduceerd. Ook oude schrijvers kwamen weer prominent in de belangstelling te staan. 

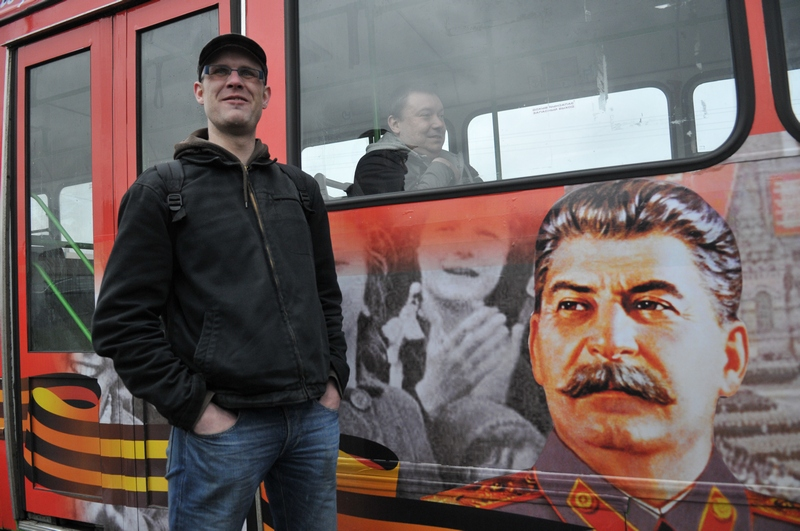
Een vorm van modern Sovjetpatriottisme en nostalgische hang naar de oude USSR: een bus met daarop het portret van Stalin

Naast communistische legerleiders werden ook grote legerleiders uit de Russische geschiedenis vereerd en werden er films vertoond over de successen van het communisme in de USSR. De oorlog met Nazi-Duitsland werd - en wordt - aangeduid met de term "Grote Vaderlandse Oorlog." Sinds 1941, na het begin van de oorlog met Duitsland, begon Stalin de kerk te tolereren en begon hij haar zelfs voor propagandadoeleinden te gebruiken. Naar de kerk gaan of godsdienstig zijn betekende nu geen onvaderlandslievendheid meer, maar kon prima worden gecombineerd met patriottisme. Zowel de Russisch-orthodoxe kerk, als de islam en het boeddhisme kregen een bevoorrechte status in de USSR. Raden voor Kerkelijke Aangelegenheden en Spirituele Directoraten werden opgericht, zogenaamd om religieuze organisaties een rechtspositie te verschaffen, maar in werkelijkheid om deze te controleren en voor eigen doeleinden te kunnen gebruiken. Ook bleven de meeste kerken gesloten, vooral in gebieden die niet bezet waren geweest door de Duitsers. De Russisch-orthodoxe kerk kreeg een bevoorrechte positie ten opzichte van de andere christelijke kerken, zoals de Grieks-katholieken en de oudgelovigen, die onverminderd werden onderdrukt.

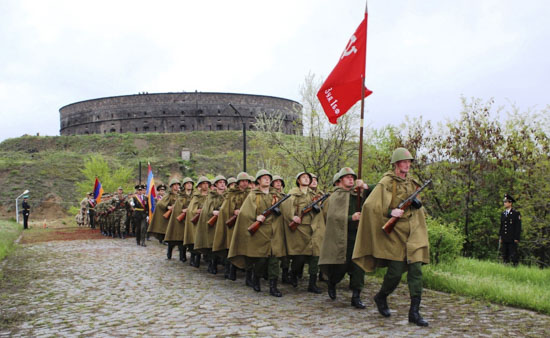
Armeniërs paraderen in historische uniformen en de Sovjetvlag tijdens de herdenking van de Grote Vaderlandse Oorlog in 2018

Na de oorlog begon de vervolging van intellectuelen en joden, beide onder de noemer kosmopolieten geplaatst. In het Oostblok, Centraal-Europa, en Oost-Duitsland werden stalinistische regimes geïnstalleerd. Leek het stalinisme in de jaren dertig een puur Russische aangelegenheid, na de oorlog werd het naar de satellietstaten geëxporteerd.
Nikita Chroesjtsjov, de opvolger van Stalin, merkte dat het Groot-Russische karakter van het Sovjetpatriottisme zoals door Stalin en de zijnen werd voorgestaan op den duur zou kunnen leiden tot verzet onder de niet-Russische volkeren binnen de USSR. Hij koos ervoor om het Sovjetpatriottisme om te werken. De Sovjet-Unie was volgens hem een supranationale staat waar verschillende etnische bevolkingsgroepen vreedzaam naast elkaar leven; culturele diversiteit werd gezien als een verrijking: wat de Sovjetburgers verbond was hun gehechtheid aan het socialisme. De Russificatiepolitiek werd evenwel gewoon voortgezet, namelijk door etnische Russen aan te moedigen zich buiten de grenzen van de Russische Socialistische Federatieve Sovjetrepubliek (RSFSR) te vestigen om zo hun aantal in de andere deelrepublieken te doen toenemen.
Een officiële spreekbuis van het Sovjetpatriottisme was de krant Sovjet Patriot (Советский патриот) die bestond van 1956 tot 1991. 
Vanwege de verslechtering van de economische situatie in de USSR vanaf het einde van de jaren zeventig, begonnen verschillende etnische groepen zich te roeren binnen de Sovjet-Unie, hetgeen het Sovjetpatriottisme ondermijnde. Uiteindelijk heeft een en ander bijgedragen tot de val van de USSR in 1991.

## Modern Sovjetpatriottisme
Bevangen door gevoelens van nostalgie denken veel burgers van de voormalige republieken van de Sovjet-Unie met weemoed terug aan de dagen van weleer. Vooral de falende economieën in de opvolgstaten van de USSR is voedingsbodem gebleken voor het herleven van Sovjetpatriottisme. De Communistische Partij van de Russische Federatie (KPRF) geldt als een partij die het Sovjetpatriottisme uitdraagt. In 2018 gaf 66% van de Russische deelnemers in een representatief onderzoek aan het erg te vinden dat de Sovjet-Unie er niet meer is. Een van de voormalige Sovjetrepublieken waar Sovjetpatriottisme een belangrijke rol speelt is het Wit-Rusland onder president Aleksandr Loekasjenko.

### Politieke partijen 1990-heden
Rechtse, conservatieve en syncretistische partijen zijn gemarkeerd met een *); de overige partijen worden gerekend als behorend tot de linkerzijde van het politieke spectrum.
- Communistische Partij van de Russische Federatie (1993-heden)
- Agrarische Partij van Rusland* (1993-2019)
- Front voor Nationale Redding (1992-1993)[8]
- Patriottische Volksunie van Rusland (1996-2010)
- Russische Al-Volksunie* (1991-heden)[9]
- Stalin Blok - Voor de USSR (1997-1999)
- Geestelijk Erfgoed* (1995-2002)
- Socialistische Eenheidspartij van Rusland (2002-2007)
- Patriotten van Rusland* (2005-2021)
- Rechtvaardig Rusland (2006-heden)
- Verenigd Rusland* (2001-heden)[10]
- Russische Partij voor Vrijheid en Gerechtigheid (2012-heden)[11]
- Nationaal-Bolsjewistische Partij* (1993-2007)
- Het Andere Rusland* (2010-heden)
- Essentie van de Tijd* (2011-heden)
- Volksmilitie genoemd naar Minin en Posjarski* (2009-2015)[12]
- Belaya Rus* (2007-heden)
- Communistische Partij van Wit-Rusland (1996-heden)
- Republikeinse Partij van de Arbeid en Gerechtigheid (1994-heden)
- Nationaal-Bolsjewistische Partij van Wit-Rusland* (1999-heden)[13]
- Wit-Russische Patriottische Partij* (1996-heden)
- Wit-Russische Socialistische Sportieve Partij (1994-heden)
- Communistische Partij van Oekraïne (1993-heden)
- Progressieve Socialistische Partij van Oekraïne* (1996-heden)[14][15]
- /  Communistische Partij van de Volksrepubliek Donetsk (2014-heden)
- /  Unie van Communisten van Loegansk (2014-heden)
- Pridnestrovie Communistische Partij (1991-heden)
- Verenigde Communistische Partij van Georgië (1992-heden)
- Communistische Partij van Tadzjikistan (1991-heden)
- Communistische Partij van Zuid-Ossetië (1993-heden)
- Communistische Volkspartij van Kazachstan (2004-heden)